# Jared Hess

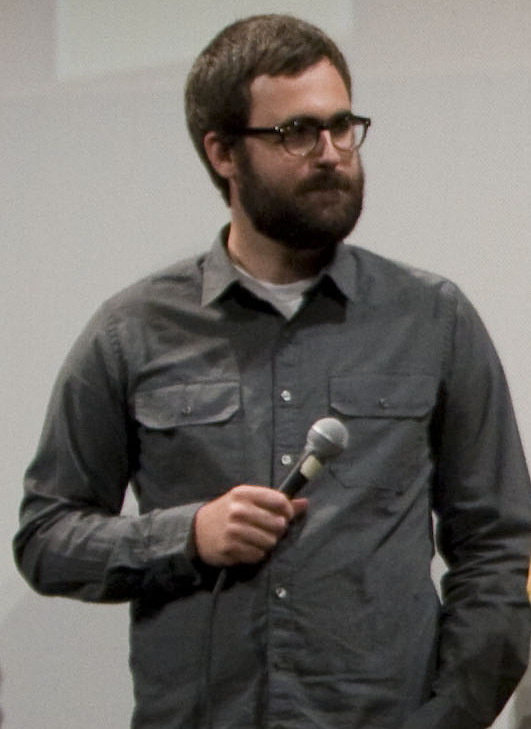
Jared Hess (2009)

Jared Hess (* 18. Juli 1979 in Glendale, Arizona) ist ein US-amerikanischer Filmregisseur, Drehbuchautor und Filmproduzent.

## Leben
Jared Hess besuchte die Manhattan High School in Kansas und die Preston High School in Idaho. Seinen Abschluss machte er 1997. Anschließend besuchte er die Brigham Young University (BYU), wo er Jerusha Demke kennen lernte. Die beiden schrieben zusammen den Kultfilm Napoleon Dynamite (2004) und heirateten noch vor Abschluss der Dreharbeiten. Der Film wurde überwiegend an Jared Hess’ alter High School in Idaho gedreht. Produziert hatte den Film ihr Klassenkamerad Jeremy Coon.
2006 erschien der zweite große Film des Ehepaars, die Wrestling-Komödie Nacho Libre mit Jack Black in der Titelrolle. Die beiden schrieben das Drehbuch zusammen mit Mike White. Erneut führte Jared Hess Regie.
Die Filmkomödie Gentlemen Broncos folgte 2009. Im Jahr darauf drehte Jared Hess Werbesports für den Utah State Fair. Diese liefen im Radio, wurden jedoch vom Fernsehen nicht ausgestrahlt. Während die Verantwortlichen behaupteten, die Spots hätten zu viele sexuelle Untertöne gehabt, ist Jared Hess der Überzeugung, es läge daran, dass er mit Markus T. Boddie einen Afroamerikaner besetzt habe.
2012 produzierten beide die Fernsehserie Napoleon Dynamite, die sechs Episoden umfasste und auf ihrem gemeinsamen Film beruhte.
Das nächste gemeinsame Projekt der beiden wurde 2015 Don Verdean. 2016 drehte Jared Hess alleine den Heist-Movie Masterminds: Minimaler IQ, maximale Beute. Es folgten einige Produktionen für das Fernsehen.
2023 führten erstmals beide gemeinsam Regie. Dabei handelte es sich um den Animationskurzfilm Ninety-Five Senses. Der 13-minütige Film über einen philosophischen Sträfling im Todestrakt brachte ihnen bei der Oscarverleihung 2024 eine Oscar-Nominierung ein.

## Filmografie

### Regisseur
- 2004: Napoleon Dynamite
- 2006: Nacho Libre
- 2009: Gentlemen Broncos
- 2015: Don Verdean
- 2016: Masterminds: Minimaler IQ, maximale Beute. (Masterminds)
- 2016–2017: The Last Man on Earth (Fernsehserie, 2 Episoden)
- 2017: Son of Zorn (Fernsehserie, Episode 1x12)
- 2017: Making History (Fernsehserie, 2 Episoden)
- 2021: Murder Among the Mormons (Dokumentarserie)
- 2023: Muscles & Mayhem: An Unauthorized Story of American Gladiators (Dokumentarserie)
- 2023: Ninety-Five Senses (Kurzfilm, mit Jerusha Hess)
- 2024: Thelma, das Einhorn (Thelma the Unicorn)
- 2025: Ein Minecraft Film (A Minecraft Movie)

### Drehbuchautor
- 2004: Napoleon Dynamite
- 2006: Nacho Libre
- 2009: Gentlemen Broncos
- 2015: Don Verdean
- 2024: Thelma, das Einhorn (Thelma the Unicorn)